# Fons de Poel
Alphonsus Titus Henricus Maria (Fons) de Poel (Nijmegen, 19 mei 1955) is een Nederlands journalist, programmamaker, presentator, columnist en schrijver.

## Biografie
Na een carrière als schrijvend journalist bij het Nijmeegs Dagblad en De Gelderlander begon De Poel in 1982 bij de KRO als verslaggever van Brandpunt, destijds onder leiding van Ad Langebent. Gedurende acht jaar maakte hij vele reportages in binnen- en buitenland waarin hij veel samenwerkte met cameraman Lajos Kalános. Samen reisden ze langs het wereldnieuws, in het bijzonder in het Midden-Oosten en Zuid-Amerika. 

### Den Haag
In 1989 ging hij aan de slag als politiek verslaggever en presenteerde samen met Ton Verlind Brandpunt Politiek Café. Begin jaren '90 was hij grondlegger van het onderzoeksjournalistieke programma Reporter. Onder zijn leiding bracht dit programma regelmatig spraakmakende onthullingen in politiek Den Haag. In zijn redactie figureerden befaamde makers als Ton F. van Dijk en Steven de Vogel. Het leidde tot opzienbarende publicaties over onder meer omstreden commissariaten van politici als Elco Brinkman (CDA) en Frits Bolkestein (VVD).

### Eindredacteur
In 1992 werd hij eindredacteur van KRO's Brandpunt, als opvolger van Ton Verlind. In 1996 was De Poel een van de initiatiefnemers en eindredacteur van de dagelijkse gezamenlijke actualiteitenrubriek Netwerk van AVRO, KRO en NCRV (en later ook de Evangelische Omroep). In 2001 legde hij zijn functie als eindredacteur neer om nieuwe programma's te ontwikkelen in het documentairegenre.

### Televisieproducent
Vanaf 2001 produceert Fons de Poel verschillende journalistieke programma's en presenteerde hij onder meer Het gevoel van de Vierdaagse, Zondagavond Laat, Profiel en het teruggekeerde Brandpunt. Hij was ook de bedenker en gastheer van Home Sweet Home, een psychologisch interviewprogramma. En hij maakte voor de KRO-NCRV het programma Fons bij de buren over de ziel van landen van de Europese Unie. 
Hij produceerde voor Omroep MAX de programma's Door andere ogen en voor de KRO-NCRV de documentaireserie De Kolping: een volkswijk in renovatie. Het productiebedrijf van Fons de Poel heet Panda Media.
Naast het maken van televisie schreef De Poel in lengte van jaren columns in het KRO-blad Studio, en eerder ook portretseries voor het dagblad De Pers. In het voorjaar van 2022 bracht hij zijn eerste boek uit, Willibrord: Verlegen Vlegel, een portret van zijn oud-collega bij Brandpunt Willibrord Frequin.
De Poel kwam in april 2015 in opspraak toen hij tijdens een uitzending van Brandpunt ABN AMRO-commissaris Rik baron van Slingelandt in bescherming leek te nemen en daarbij het Tweede Kamerlid Jesse Klaver tot 'snotneus' bestempelde. Dit werd in verband gebracht met het feit dat De Poel eerder een talkshow bij ABN AMRO gepresenteerd had, waarvoor de bank hem betaalde. De ophef hierover leidde tot zijn vertrek bij Brandpunt. Vervolgens legde hij zich toe op journalistieke documentaires.

## Prijzen en onderscheidingen
- Beste Socutera-filmpje over Aids in Afrika samen met Lajos Kalános (1988).
- Academy Award voor de Netwerk-serie "Kinderen Staan Op" (1999).